# Braian Cufré
Braian Cufré (Mar del Plata, Buenos Aires, Argentina, 15 de diciembre de 1996) es un futbolista argentino que juega como defensa en Central Córdoba (SdE) de la Primera División de Argentina.

## Trayectoria
Se formó en River de Mar del Plata. Con 15 años, pasó a las inferiores de Vélez Sarsfield. El 18 de octubre de 2015 hizo su debut en el primer equipo en el Campeonato de Primera División 2015 contra C. A. Lanús, partido en el que jugó los 90 minutos y terminó con victoria del conjunto velezano por 1-0 en La Fortaleza.
Apodado como "El desencadenado" debido a su manera de jugar, marcó su primer gol el 28 de octubre de 2018 en una victoria por 1-0 contra Belgrano con un gol desde afuera del área.
El 28 de septiembre de 2020 se hizo oficial su llegada al fútbol europeo tras firmar por cuatro años con el R. C. D. Mallorca. En el primero de ellos el equipo logró el ascenso a Primera División, pero él siguió jugando en la misma categoría al ser cedido al Málaga C. F. Una vez terminó la temporada volvió a Mallorca y pudo jugar cinco encuentro en la máxima categoría antes de ser cedido a inicios de febrero de 2023 al New York City F. C. de la Major League Soccer.

## Denuncia por violación
En marzo de 2024, fue denunciado junto a otros tres jugadores de Vélez Sarsfield por violar a una mujer en un hotel en la provincia argentina de San Miguel de Tucumán. Los jugadores señalados son Sebastián Sosa, Braian Cufré, Abiel Osorio y José Ignacio Florentín Bobadilla. El expediente por el delito de abuso sexual con acceso carnal es investigado Unidad Fiscal de Abuso Contra la Integridad Sexual N.º 1 de Tucumán.
Al mes siguiente cayó otra denuncia en su contra, formulada por una mujer que sostuvo que en 2017 el jugador habría facilitado que su entonces compañero de equipo Fabricio Alvarenga la violara en su domicilio.
El club Vélez Sarsfield decidió separar a Cufré de manera preventiva tras activar el protocolo que tienen para estos casos.Finalmente el equipo rescindió su contrato, actualmente juega en el Club Atlético Central Córdoba (SdE).

## Clubes
| Club                         | País           | Año       | Partidos | Goles |
| ---------------------------- | -------------- | --------- | -------- | ----- |
| C. A. Vélez Sarsfield        | Argentina      | 2015-2020 | 92       | 3     |
| R. C. D. Mallorca            | España         | 2020-2023 | 39       | 1     |
| Málaga C. F. (cedido)        | España         | 2021-2022 | 27       | 0     |
| New York City F. C. (cedido) | Estados Unidos | 2023      | 13       | 1     |
| C. A. Vélez Sarsfield        | Argentina      | 2024-Act. | 1        | 0     |